# کامارگیتو (تگزاس)
کامارگیتو (به انگلیسی: Camargito) یک منطقهٔ مسکونی در ایالات متحده آمریکا است که در تگزاس واقع شده‌است. کامارگیتو ۳۸۸ نفر جمعیت دارد.